# Генотип
Генотип е съвкупността от наследствените заложби на даден индивид, записани в неговата ДНК. Според това доколко детайлно описваме ДНК на даден организъм, се изменя и нашето описание на генотипа. Обикновено, когато говорим за генотип, имаме предвид алелите (вариантите) на определен ген или малка група гени на индивида.
Взаимодействието на генотипа на даден индивид с външните фактори определя неговия фенотип, т.е. съвкупността от видимите му характерни белези.

## Унаследимост

### Фенотипни черти, които включват повече гени
Някои фенотипи не следват същите шаблони, които са определени от генетиката на Георг Мендел. Свързването на множество гени увеличава броя на възможните генотипи за даден фенотипен белег. С примерите в класическата генетика на Мендел всеки фенотипен белег има един ген с две възможни унаследими алели и 3 възможни комбинации на тези алели. Ако всеки един ген има два алела, биха се получили девет различни генотипа. Например ген, обозначен с A за доминантния алел и a за рецесивния алел, и друг ген, който означаваме с B и b съответно. Възможните генотипи за този вид характеристика са: AABB, AaBB, aaBB, AABb, AaBb, aaBb, aaBB, aaBb и aabb. 

## Виж още
- Фенотип